# Eter dietilic
Eterul dietilic, cunoscut și ca dietil eter, eter de etil, eter sulfuric, simplu eter, sau etoxietan, este un compus organic din clasa eterilor cu formula (C2H5)2O. Este un lichid incolor, inflamabil și foarte volatil. E folosit, de obicei, ca solvent, și a fost folosit ca anestezic general. Are proprietăți narcotice și e cunoscut ca și cauzând dependențe psihologice temporare, uneori numite eteromanii.